# 游速
游速（?—?），姬姓，名速，字子宽。鄭國卿大夫，子太叔之子，七穆之一游氏。
前524年五月十三，郑国爆发火灾。子产派子宽（游速）、子上巡察沿途多处祭祀场所，以至大宫。
前504年，春正月癸亥，游速帅师灭许国，俘虏许男斯。
前500年冬，齐景公、卫灵公和郑国的游速在安甫会盟。